# Lance Pun
Lance Pun, de son nom complet Pun Ki-Ping(潘其秉), est un maître de Wing Chun, un art martial chinois, élève de Ng Chan, lui-même disciple de Yip Man. Né en 1954 à Hong Kong, Lance Pun a commencé son apprentissage du Wing Chun sous la tutelle de Lok Yiu. En 1968, il rejoint l'école de Ng Chan, où il perfectionne son art.

## Biographie

### Débuts martiaux
Lance Pun débute sa pratique du Wing Chun avec Lok Yiu en 1967, mais doit interrompre son entraînement faute de moyens financiers. En 1968, il rencontre son futur maître, Ng Chan, qui le prend sous son aile et l'intègre à son école.

### Carrière et enseignement
Lance Pun devient rapidement l'un des élèves les plus dévoués de Ng Chan. Il consacre sa vie à l'enseignement du Wing Chun dans le monde,, développant une approche qui met l'accent sur la tradition et l'efficacité martiale.

## Héritage et influence
Lance Pun a formé de nombreux élèves, qui à leur tour ont contribué à la diffusion du Wing Chun à travers le monde, et en France. Son enseignement est caractérisé par une fidélité aux principes originaux de l'art, tout en adaptant les techniques aux besoins modernes.